# Charles Cadilhon
Charles Cadilhon (né le 15 décembre 1876 à Onesse , dans les Landes) et mort le 22 décembre 1940 à Paris) est un homme politique français .

## Biographie
Fils d'un éleveur de chevaux de courses, Charles Cadilhon est exploitant forestier dans la forêt des Landes. Battu aux législatives en 1919, il est élu sénateur des Landes en 1920, où il siège jusqu'en 1933. Inscrit au groupe de l'Union républicaine, il s'intéresse aux questions forestières et douanières. Il est un des cofondateurs de la papeterie de Mimizan en 1921.

## Sources
- « Charles Cadilhon », dans le Dictionnaire des parlementaires français (1889-1940), sous la direction de Jean Jolly, PUF, 1960 [détail de l’édition]